# 마리아 슈투아르트

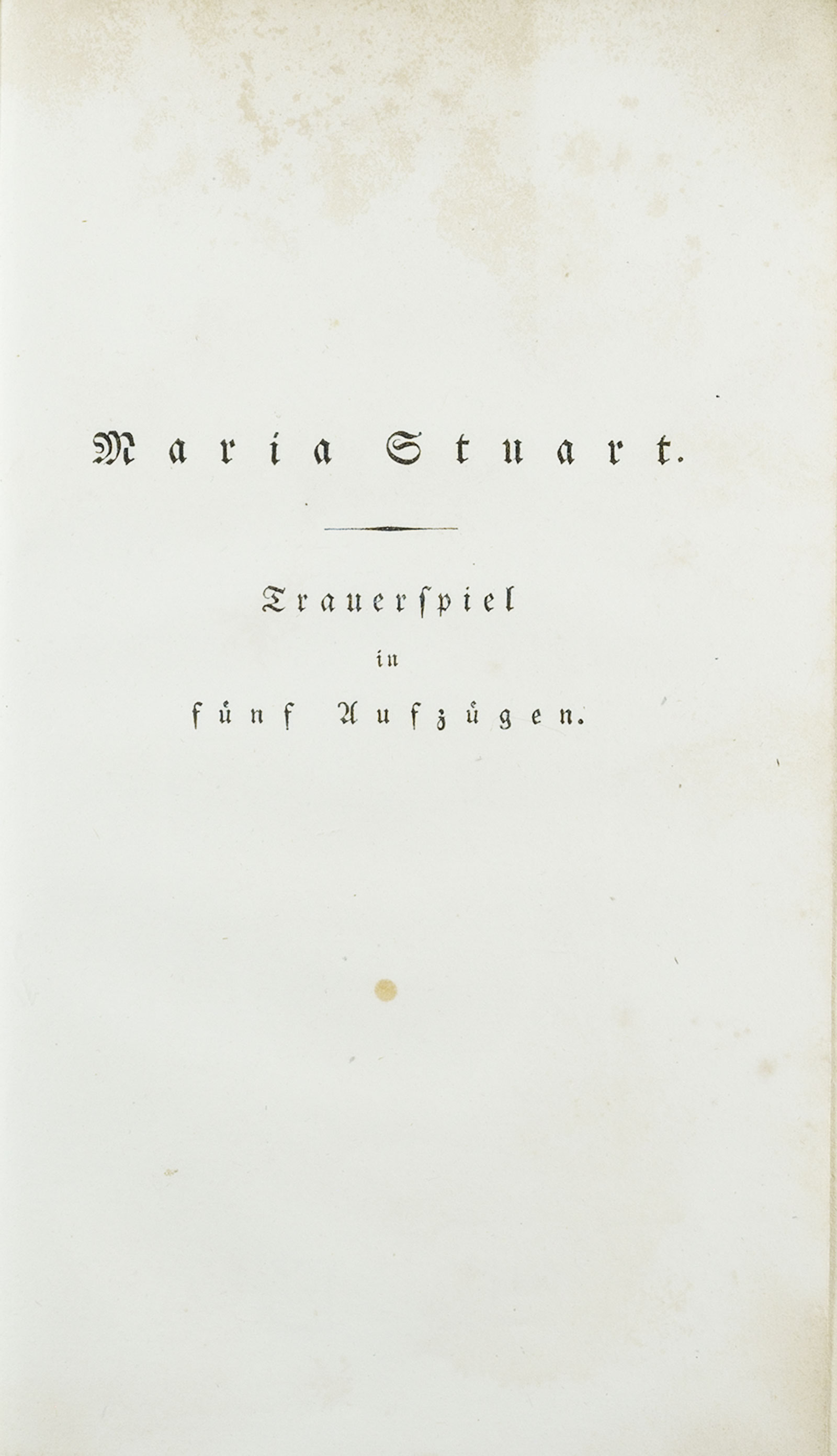
제1판

《마리아 슈투아르트》(Maria Stuart) 또는 《메리 스튜어트》는 프리드리히 실러가 쓴 희곡이자 역사극이다. 1800년 6월 14일 바이마르 궁정극장에서 초연되었다. 당시 한 익명의 평자는 이 작품을 “여러 가지 관점에서 완벽한 걸작”이라고 극찬했다.
스코틀랜드 여왕 메리 스튜어트가 잉글랜드의 엘리자베스 여왕에 대한 모반을 계획했다는 죄명으로 포더링헤이 성에 구금되어 엄중한 감시를 받고 있다. 한편 엘리자베스 여왕은 메리에게 내려진 사형을 집행할지를 두고 고심한다. 신료들은 강경파와 온건파로 나뉘어 메리 사형 집행을 놓고 설전을 벌인다. 잉글랜드와 스코틀랜드의 왕녀로서 정통성을 인정받는 메리를 처형하는 데 부담을 느낀 엘리자베스는 기사 모티머에게 그녀를 암살하라고 은밀히 지령을 내린다.
메리가 감금되어 있는 포더링헤이 성 공원에서 어렵게 두 여왕의 면담이 이루어진다. 레스터는 이 면담으로 두 여왕이 화해하길 바랐지만 그의 노력은 결국 수포로 돌아간다. 메리는 오만한 태도로 일관하는 엘리자베스를 향해 분노를 터뜨리며 엘리자베스를 사생아라고 폄하한다. 이 일로 모욕감을 느낀 엘리자베스는 환궁 도중 암살자의 공격을 받는다. 백성들은 여왕에 대한 공격이 메리 때문이라고 여겨 그녀의 처형을 촉구하는 집회를 연다. 일련의 사건들이 발단이 되어 엘리자베스는 드디어 메리에 대한 사형 집행 명령에 서명하게 된다. 메리는 수행원들과 작별 인사를 나눈 뒤 의연하게 참수대로 향한다.